# 6610 Бурвітц
6610 Бурвітц (6610 Burwitz) — астероїд головного поясу, відкритий 28 січня 1993 року.
Тіссеранів параметр щодо Юпітера — 3,566.